# U.S. Route 166
 (février 2025).
Si vous disposez d'ouvrages ou d'articles de référence ou si vous connaissez des sites web de qualité traitant du thème abordé ici, merci de compléter l'article en donnant les références utiles à sa vérifiabilité et en les liant à la section « Notes et références ».
La U.S. Route 166 (US 166) est une US Route auxiliaire de la défunte US 66 se trouvant au Kansas et au Missouri. Avec la US 266, la US 166 est l'une des deux seules routes auxiliaires restantes de la US 66, laquelle a été déclassée en 1985.
La US 166 rencontre l'ancien tracé de la US 66, maintenant désigné US 69 Alt., à Baxter Springs, Kansas.

## Description du tracé
|       | mi     | km     |
| ----- | ------ | ------ |
| KS    | 163,22 | 262,68 |
| MO    | 0,94   | 1,51   |
| Total | 164,16 | 264,19 |

### Kansas
La US 166 débute à South Haven à la jonction avec la US 81. Elle se dirige vers l'est et passe par Arkansas City, Cedar Vale, Caney, Coffeyville, Chetopa et Baxter Springs. Toutes ces villes se trouvent au sud du Kansas, près de la frontière de l'Oklahoma. À Baxter Springs, la US 166 rencontre la US 400 et les deux routes forment un multiplex jusqu'à la frontière du Missouri.

### Missouri
Le terminus est de la US 166 se trouve à l'échangeur avec l'I-44, environ 0,6 miles (0,97 km) de la frontière avec le Kansas, au sud-ouest de Joplin.

## Intersections majeures
Kansas
 US 81 à South Haven
 I-35 près de South Haven
 US 77 à Arkansas City. Les routes forment un multiplex dans la ville.
 US 75 près de Caney. Les routes forment un multiplex jusqu'à l'est de Caney.
 US 169 à Coffeyville. Les routes forment un multiplex dans la ville.
 US 59 à Chetopa. Les routes forment un multiplex dans la ville.
 US 69 près de Baxter Springs
 US 69 Alt. à Baxter Springs
 US 400 près de Baxter Springs. Les routes forment un multiplex jusqu'au sud-ouest de Joplin, MO.
Missouri
 I-44 près de Joplin